# Pedro Cid
Pedro Anselmo Braamcamp Freire Cid OSE (São José, Lisboa, 19 de janeiro de 1925 – 1 de agosto de 1983) foi um arquiteto português.
Pertence à 3.ª geração de arquitetos modernistas portugueses que, no período do pós-guerra, "garantiu a necessária mudança de mentalidade na arquitetura nacional".

## Biografia / Obra

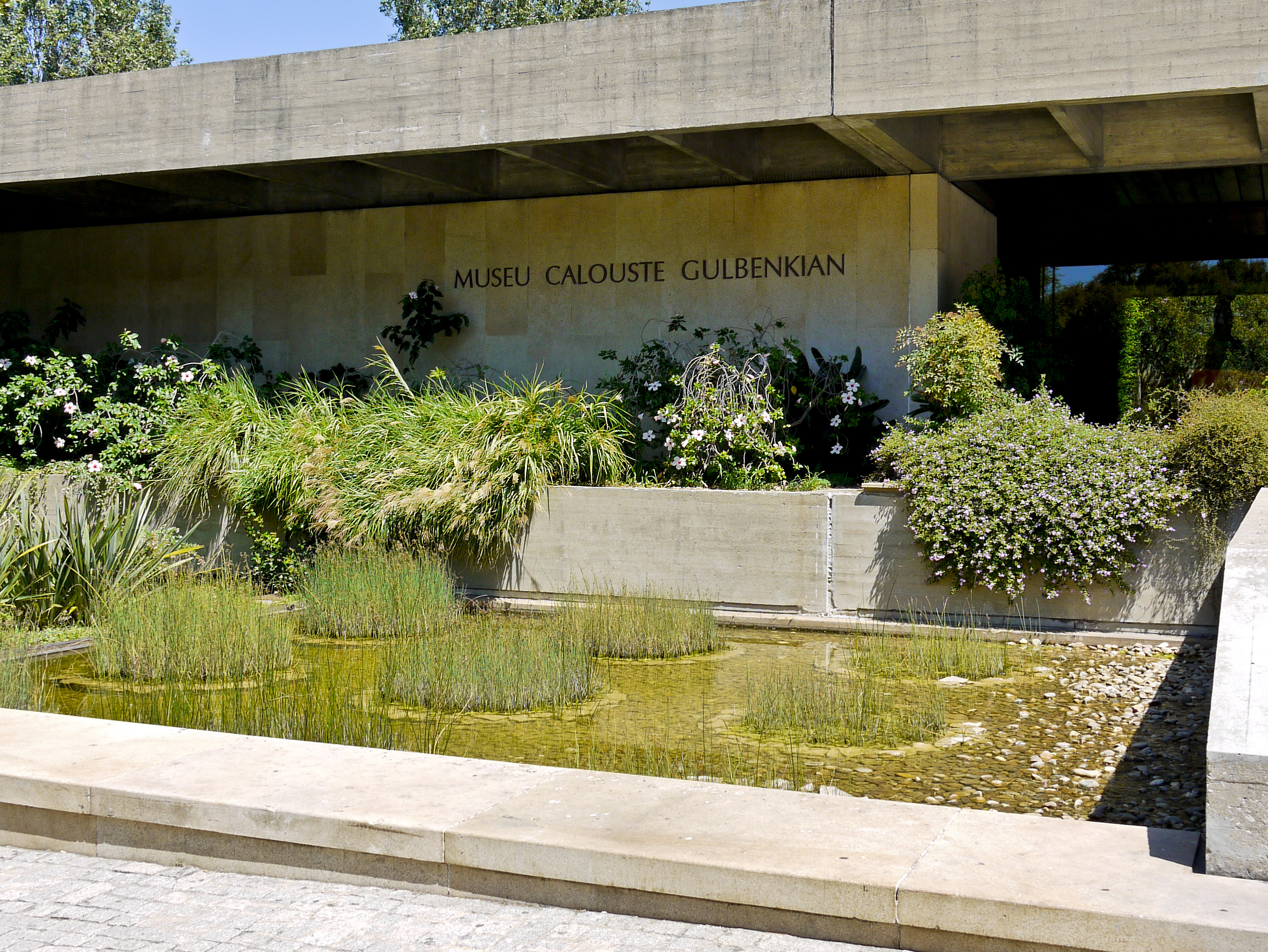
Museu Calouste Gulbenkian

Nasceu na freguesia de São José, em Lisboa, filho de Jorge Cid e de Joana Maria Luísa de Almeida de Castelo Branco Cid, doméstica, ambos naturais de Lisboa (ele da freguesia dos Mártires e ela da freguesia do Coração de Jesus). Era neto do historiador, genealogista e político Anselmo Braamcamp Freire pelo lado materno.
A 15 de julho de 1950, casou civilmente em Lisboa com a pintora Maria Luísa Hahnmann Saavedra de Aboim Inglês (São João Baptista, Moura, 1924), filha do engenheiro químico e de minas, maçon e ativista antifascista Carlos Lopes de Aboim Inglês (Anjos, Lisboa, 23 de dezembro de 1899 – Alcântara, Lisboa, 5 de março de 1942) e da ativista antifascista e professora Maria Isabel Aboim Inglês, sendo também cunhado do militante e dirigente comunista Carlos Aboim Inglez. Foram padrinhos de casamento Maria Isabel Aboim Inglês e Francisco Ramos da Costa.
Formou-se em Arquitetura na Escola de Belas-Artes de Lisboa em 1952; trabalhou no Ministério da Administração Interna, onde colaborou no lançamento dos GAT (Gabinetes de Apoio Técnico). Em 1978 assumiu a direcção do GAT de Montemor-o-Novo. "Na sua actividade privilegiou a arquitectura límpida, despojada e discreta com grande sentido de economia de materiais".
Foi autor, com Ruy Jervis Athouguia e Alberto Pessoa, do Museu e do Edifício Sede da Fundação Calouste Gulbenkian, em Lisboa, obra de referência da arquitetura nacional e que culmina a sua evolução ao longo da década de 1950.
A 31 de Outubro de 1969 foi feito Oficial da Ordem Militar de Sant'Iago da Espada.
Ganhou o Prémio Valmor, 1975, relativo ao conjunto arquitetónico constituido pelo Edifício-sede, jardins e Museu da Fundação Calouste Gulbenkian (com Ruy Jervis Athouguia, Alberto Pessoa, Gonçalo Ribeiro Teles e António Viana Barreto).
Morreu a 1 de agosto de 1983.

## Algumas obras e projetos[5]
- 1955-1957 – Blocos de Habitação, Avenida Estados Unidos da América, 10 a 44, Lisboa (com João Vasconcelos Esteves e Manuel Laginha).[9]
- 1956-1958 – Pavilhão de Portugal na Exposição Universal de Bruxelas, Bruxelas.
- 1962 – Hotel em Porto Santo.[10]
- 1963 – Conjunto habitacional, Rua Alferes Barrilaro Ruas, 2 a 8 e 1 a 12, Olivais Norte, Lisboa (com Fernando Torres).[11][12]
- 1959-1969 – Sede e Museu da Fundação Calouste Gulbenkian, Lisboa (com Alberto Pessoa e Ruy Atouguia).[13]
- 1965 – Edifício de habitação, Avenida da República, 85, Lisboa (com João Vasconcelos Esteves e Manuel Laginha).[14]
- 1966 – Plano Sub-Regional de Cacela, Vila Real de Santo António.
- 1974 – Edifício Jean Monet, Lisboa.

### Sede e Museu da Fundação Calouste Gulbenkian, Lisboa

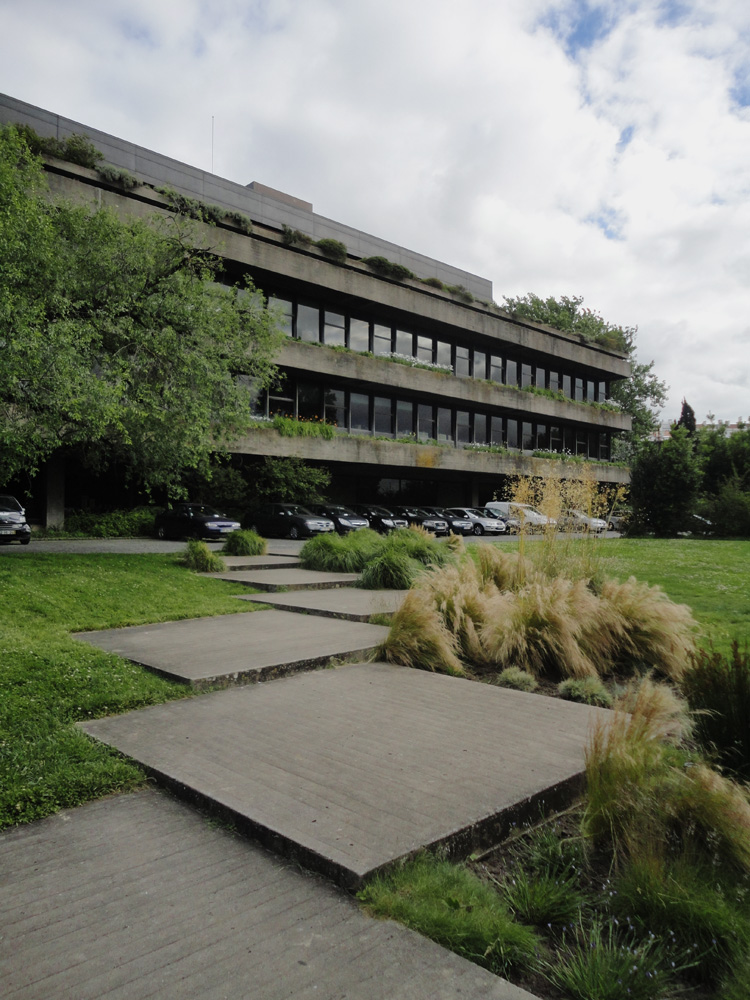
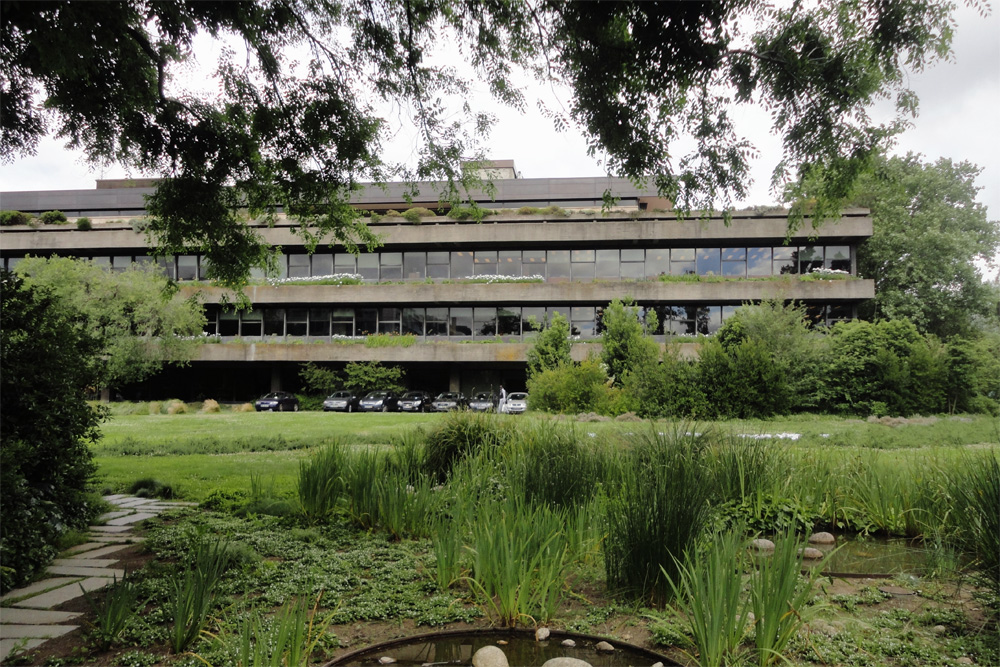
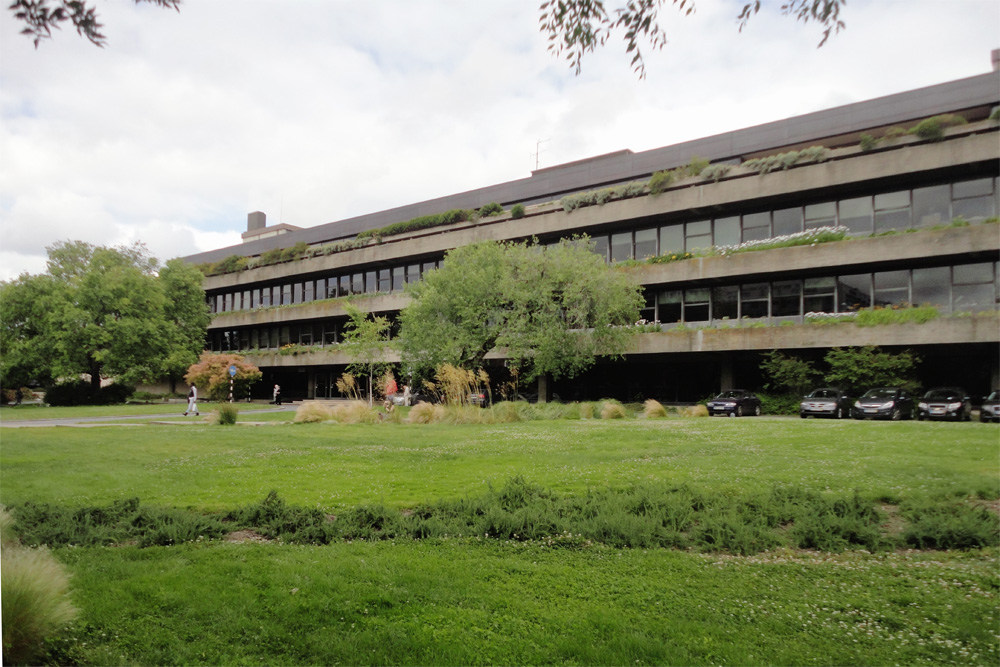
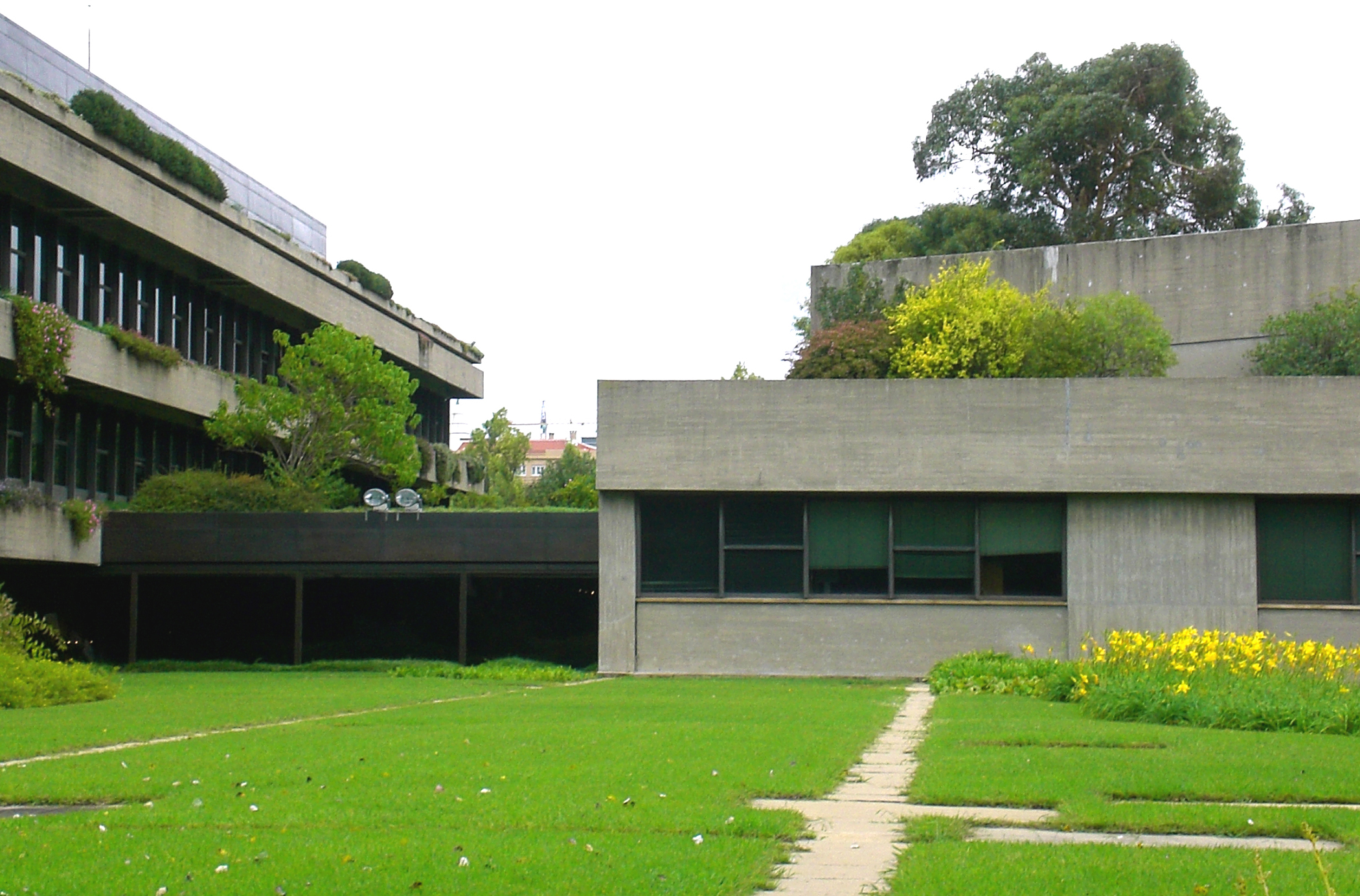
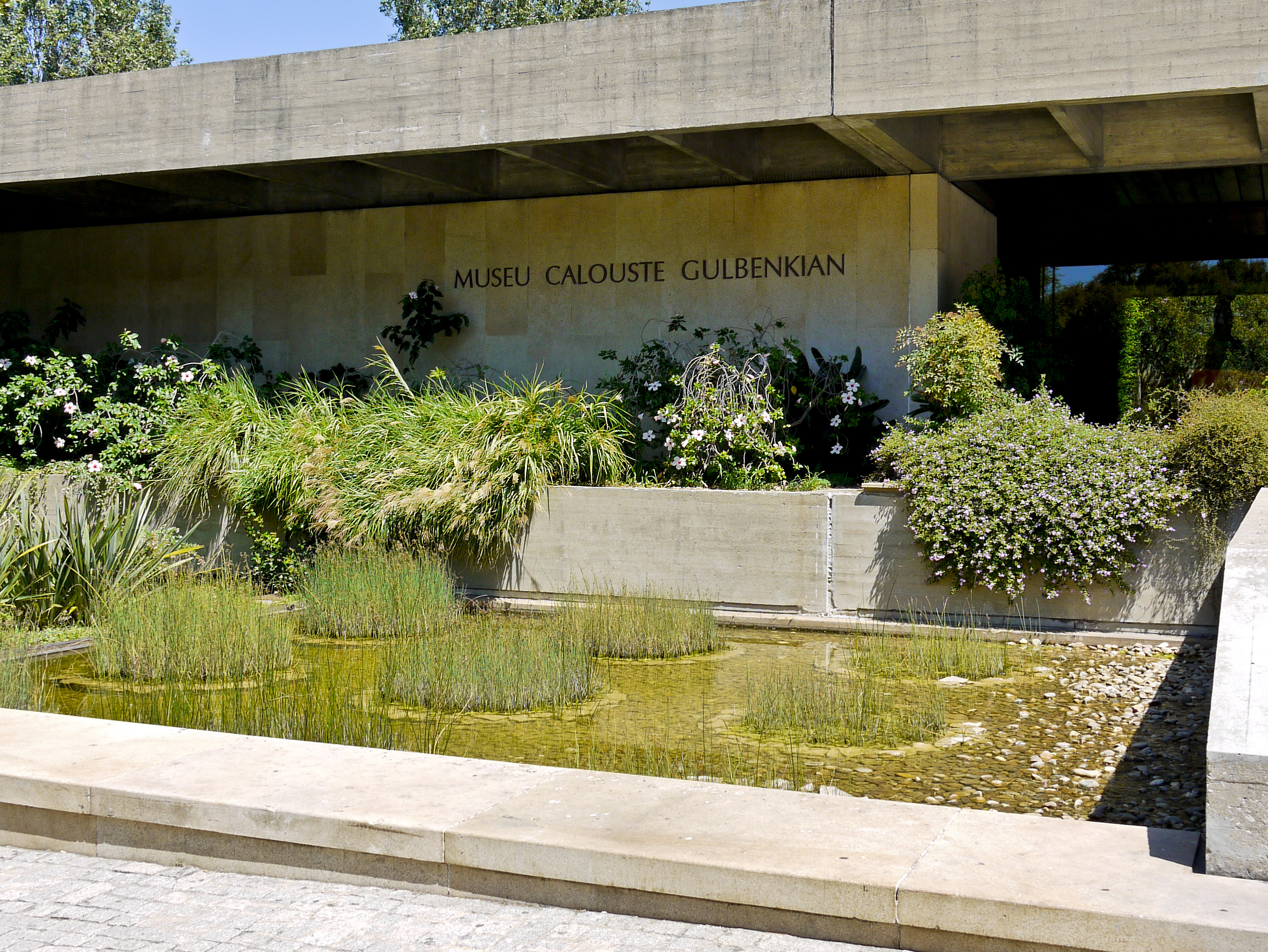
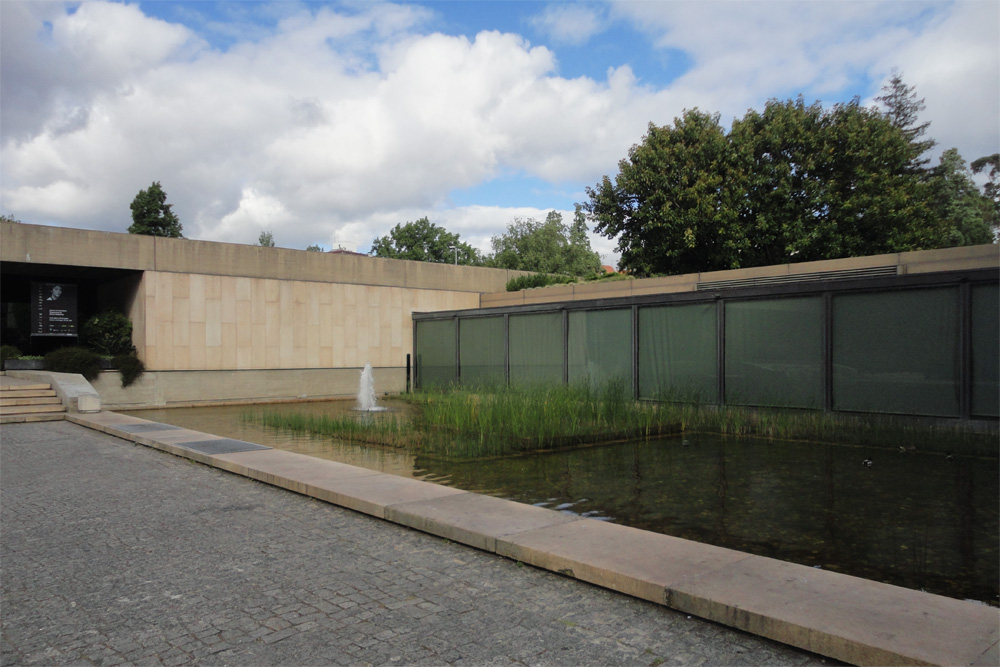
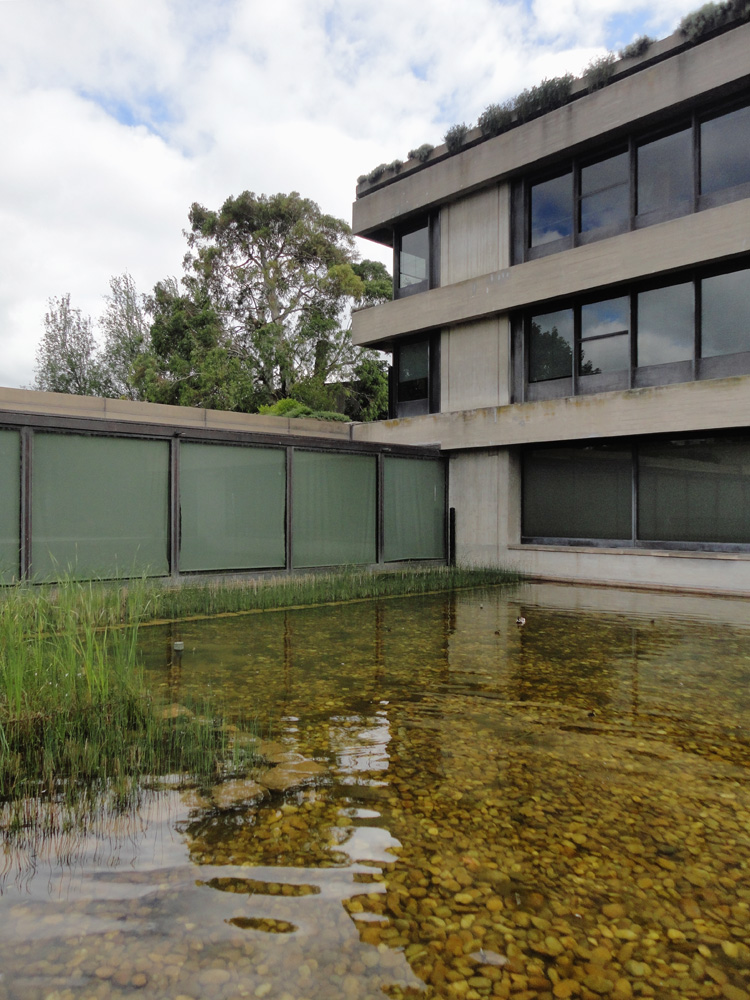
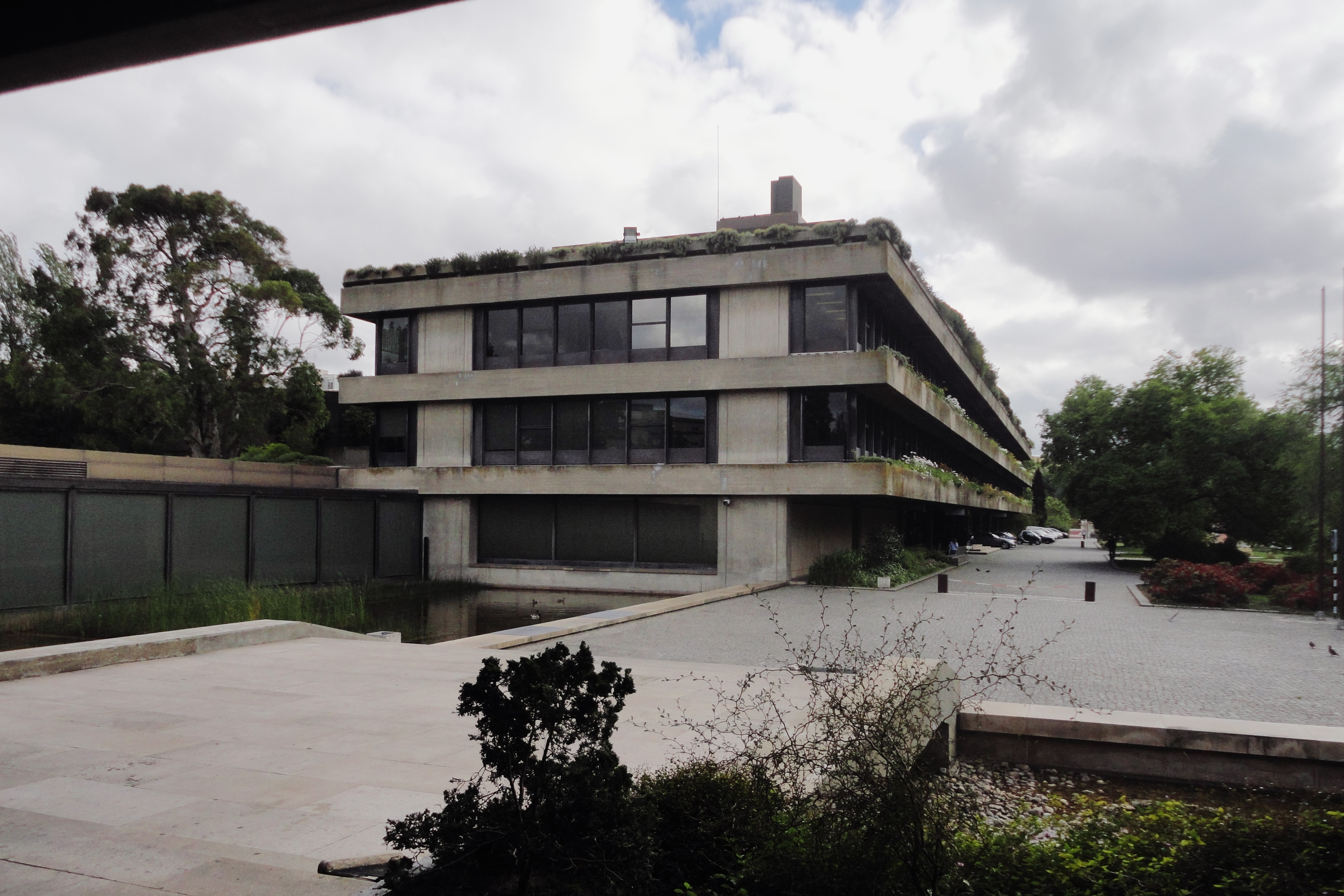
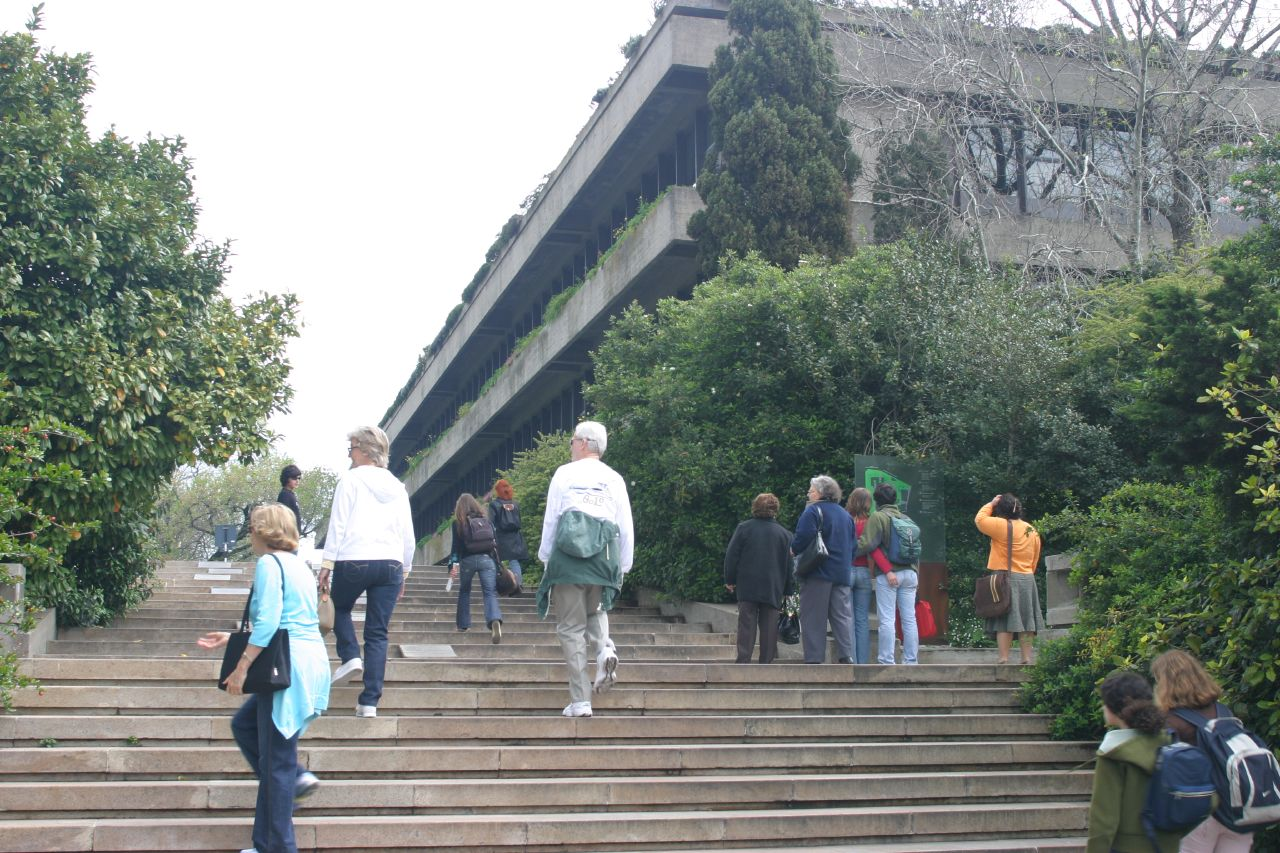